# PPL 센터
PPL 센터(PPL Center)은 미국 펜실베이니아주 앨런타운에 위치한 실내 경기장이다. 현재 AHL 리하이 밸리 팬텀스의 홈구장으로 사용되고 있다.